# 모네 (원피스)
모네는 일본 애니메이션 원피스의 등장인물이며 돈키호테 패밀리의 일원이자 과학자 시저 클라운의 미녀 비서이다. 원피스 16기 신세계로 향한 밀짚모자 일당을 저지하지만, 조로와 타시기에게 당한다. 후에 돈키호테 도플라밍고의 명을 받아 SAD 연구소의 자폭 스위치를 누르려 하지만, 자신의 심장을 스모커의 심장으로 잘못 안 시저가 자신의 심장을 찔러 그대로 사망한다.

## 외모
1. 초록색 머리칼과 깊은 노란색 눈동자를 가졌다.
2. 트라팔가 로에게 개조된 하피다. 팔 대신 날개가 달려 있다.
3. 하피로 개조된 후로 키가 커졌다.

## 능력
이글루(カマクラ)
두터운 이글루를 세워 적을 가두는 기술. 몇 겹을 쌓을 수 있다. 본인은 눈으로 변해 왔다갔다할 수 있다.
눈 담장(雪垣)
눈으로 담장을 만드는 기술이다. 상대방의 진로를 차단한다.
만년설(万年雪)
눈으로 상대방을 꼼짝 못하게 묶는다. 그 후에 거대한 눈 괴물로 변해 상대방을 날카로운 이빨로 물어뜯는다.
눈토끼(雪兔)
눈으로 만들어진 토끼를 뿌린다. 연막탄의 능력을 지닌다.
폭풍설(雪嵐)
입김으로 폭설을 만든다. 상대방의 시야를 가려 혼란을 준다.